# Vzpoura (film)
Vzpoura (v originále L'Ordre et la Morale) je francouzský hraný film z roku 2011, který režíroval Mathieu Kassovitz. Film je založen zejména na knize La Morale et l'Action (1990) od Philippa Legorjuse, kapitána jednotky GIGN o záchraně rukojmí na ostrově Ouvéa. Snímek měl světovou premiéru na mezinárodním filmovém festivalu Film Insulaire de l'île de Groix dne 20. srpna 2011.

## Děj
V roce 1988 na ostrově Ouvéa v Nové Kaledonii zaútočily francouzské vojenské jednotky na četnickou stanici, kterou obsadili kanakští separatisté a zajali dvaceti sedmi četníků. K incidentu došlo mezi dvěma koly prezidentských voleb.

## Obsazení
| Mathieu Kassovitz       | kapitán Philippe Legorjus              |
| Malik Zidi              | Jean-Pierre Picon                      |
| Alexandre Steiger       | Jean Bianconi                          |
| Daniel Martin           | Bernard Pons                           |
| Philippe Torreton       | Christian Prouteau                     |
| Sylvie Testudová        | Chantal Legorjus, Legorjusova manželka |
| Patrick Fierry          | plukovník Dubut                        |
| Jean-Philippe Puymartin | generál četnictva Jérôme               |
| Stefan Godin            | plukovník četnictva Benson             |
| Pierre Gope             | Franck Wahuzue                         |
| Mathias Waneux          | Hwadrilla                              |
| Aladin Reibel           | brigádní generál Norlain               |

## Ocenění
- Filmový festival v Sarlatu: Velká cena
- César: nominace v kategorii nejlepší adaptace (Mathieu Kassovitz, Benoît Jaubert a Pierre Geller)